# Rippingale
Rippingale är en ort och civil parish i Storbritannien.   Den ligger i grevskapet Lincolnshire och riksdelen England, i den sydöstra delen av landet, 150 km norr om huvudstaden London. Rippingale ligger 24 meter över havet och antalet invånare är 837.
Terrängen runt Rippingale är platt, och sluttar brant österut. Runt Rippingale är det ganska tätbefolkat, med 139 invånare per kvadratkilometer. Närmaste större samhälle är Bourne, 8,0 km söder om Rippingale. Trakten runt Rippingale består till största delen av jordbruksmark.